# كورينا سميث
كورينا سميث (بالإسبانية: Corina Smith) هي مغنية وعارضة ومصممة أزياء وممثلة فنزويلية، ولدت في 8 سبتمبر 1991 في كاراكاس في فنزويلا. من الجوائز التي نالتها Pepsi Venezuela Music Awards ‏.

## جوائز
- Pepsi Venezuela Music Awards [الإنجليزية]‏

## وصلات خارجية
- كورينا سميث على موقع IMDb (الإنجليزية)
- كورينا سميث على موقع ميوزك برينز (الإنجليزية)